# Marie-Claire Foblets
Marie-Claire Foblets (Brasschaat, Bélgica, 5 de novembro de 1959) é uma jurista e antropóloga belga.
Em 1995 tornou-se professora da Katholieke Universiteit Leuven e organizou desde então diversos Workshops no International Institute for the Sociology of Law. Desde 2012 é diretora da nova seção de antropologia do direito no Instituto Max Planck de Antropologia Social em Halle an der Saale.

## Honrarias e condecorações
- 2004: Prêmio Francqui
- 2015: Membro da Academia de Ciências da Saxônia

## Publicações selecionadas
- B. Saunder/ M.-C. Foblets (Eds.): Changing genders in intercultural perspectives. Leuven University Press, Leuven 2002.
- Marie-Claire Foblets/Trutz von Throtha (Eds.): Healing the Wounds. Essays on the Reconstruction of Societies after War. Hart Publishing, Oxford 2004. (Oñati International Series in Law and Society)
- Marie-Claire Foblets/Alison Dundes Renteln (Eds.): Multicultural Jurisprudence. Comparative Perspectives on the Cultural Defense. Hart Publishing, Oxford 2009. (Oñati International Series in Law and Society)
- K. Aldadi, K., M.-C. Foblets, M., J. Vrielink (Eds.): A Test of Faith? Religious Diversity and Accommodation in the European Workplace. Ashgate, Aldershot 2012.